# Benjamin Willem Blijdenstein (1811-1866)
Benjamin Willem Blijdenstein  (Enschede, 18 februari 1811 – aldaar, 21 mei 1866) was een Nederlands ondernemer. Hij was de oprichter van de firma Blijdenstein & Co.

## Biografie
Blijdenstein was een zoon van Benjamin Willem Blijdenstein (1780-1857) en een kleinzoon van Jan Bernard Blijdenstein (1756-1826). Binnen de textielondernemersfamilie Blijdenstein was er voor hem geen plaats in het familiebedrijf. Hij zette de zakencontacten in om een bank op te richten en werd bankier voor de Twentse textielfabrikanten. Hierin was hij zo succesvol dat hij zijn firma kon uitbouwen naar Twentsche Bankvereeniging B.W. Blijdenstein & Co. Deze bank, later bekend onder de naam Twentsche Bank, was een voorloper van ABN AMRO Bank N.V.